# Alfa Romeo New York Taxi
 (juin 2025).
Si vous disposez d'ouvrages ou d'articles de référence ou si vous connaissez des sites web de qualité traitant du thème abordé ici, merci de compléter l'article en donnant les références utiles à sa vérifiabilité et en les liant à la section « Notes et références ».

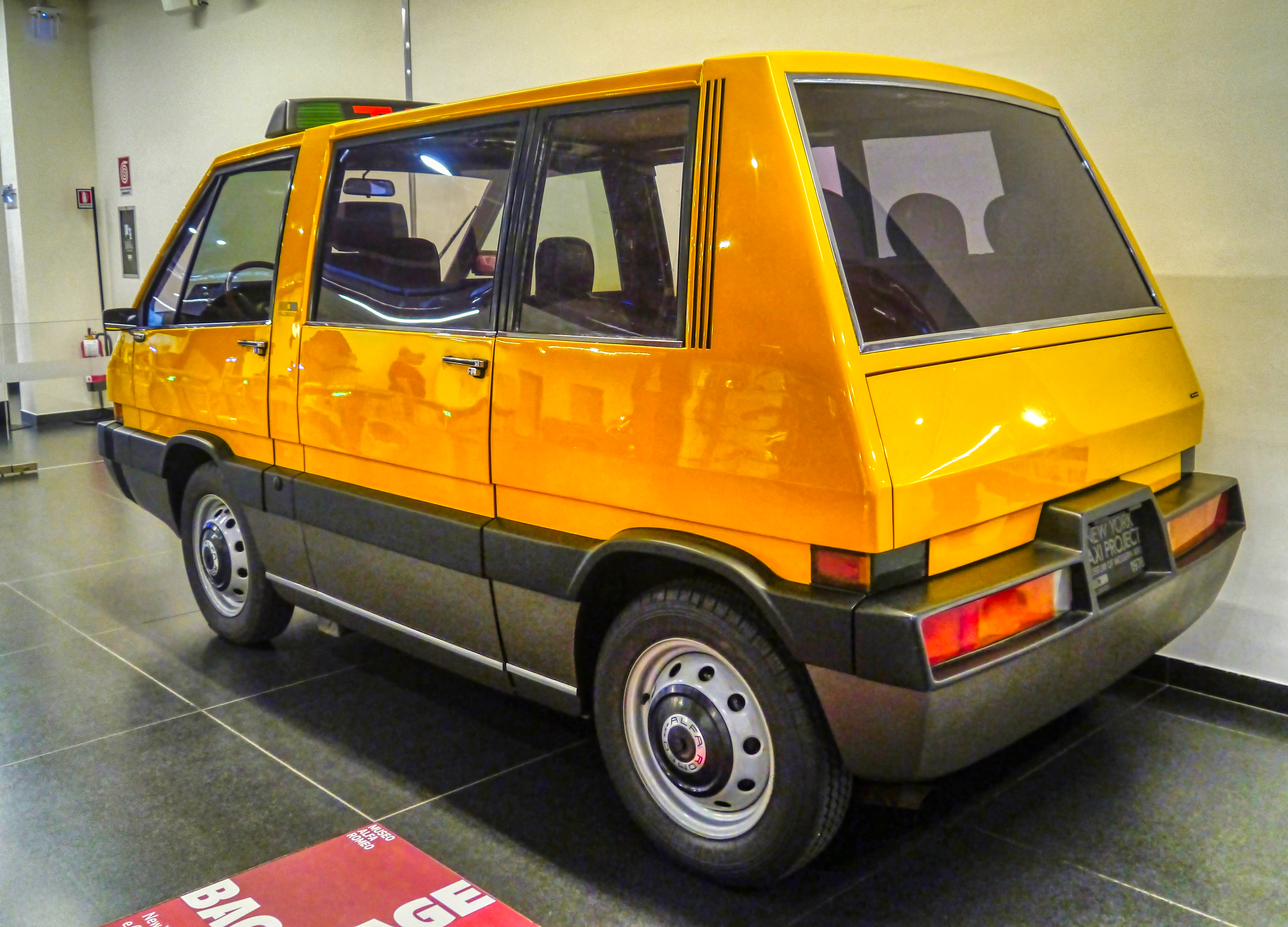
Alfa Romeo New York Taxi (vue arrière)

L’Alfa Romeo New York Taxi est un véhicule prototype conçu par le constructeur italien Alfa Romeo avec une carrosserie signée Giorgetto Giugiaro du cabinet Italdesign.

## Histoire
En 1973, le MoMa - Museum of Modern Art de New York lance le "Projet taxi : des solutions réalistes pour aujourd'hui" et invite quatre constructeurs automobiles à proposer leurs idées sur le sujet en créant des prototypes qui seraient non seulement statiques, mais fonctionnels, capables de circuler sur route pour être testés et évalués. Le but du MoMa visait à trouver de nouvelles solutions pour remplacer la flotte de taxis surdimensionnés et inefficace de la ville de New York. L'utilisation intensive du taxi, notamment dans les métropoles américaines, n'avait pas donné naissance à un véhicule spécifiquement destiné à cet usage comme cela s'était produit en Grande-Bretagne, où l'emblématique Austin FX4, produit depuis 1958, était « LE » taxi par excellence. Aux États-Unis, c'est le concept de « berline » qui avait gagné, c'est-à-dire une berline traditionnelle à 6 places grâce à la banquette avant unique.
Deux constructeurs américains, American Machine and Foundry (AMF) et Steam Power System, et deux européens, Volvo et Volkswagen répondent immédiatement à la demande. Un troisième constructeur, Alfa Romeo, a présenté son prototype de taxi moderne hors compétition.
Giorgetto Giugiaro fut l'un des designers qui relevèrent le défi, ouvrant ainsi un nouveau chapitre de son œuvre.
Les trois principaux critères imposés étaient :
- Produire avec la coopération de l’industrie automobile, à un coût raisonnable, un véhicule qui répondrait mieux aux besoins des services de taxi, des chauffeurs et des passagers,
- Proposer un rôle élargi pour les taxis en complément des transports en commun existants, en réponse au besoin d’une alternative aux transports en commun conventionnels et à l’automobile privée,
- Démontrer que les véhicules de « transport adapté » – taxis, navettes, services de transport à la demande, services d’abonnement, etc. – sont essentiels à la communauté en termes d’économie, d’environnement et de conservation de l’énergie, ainsi que d’efficacité et de commodité.

Ce n'est qu'en 1975 qu'Alfa Romeo entre dans le jeu, acceptant des délais beaucoup plus courts que les autres participants. C'est pour cette raison que le prototype italien a été admis « hors compétition ».
Giugiaro s'est longtemps préoccupé de maximiser l'espace intérieur dans un espace défini, ce qui a donné naissance à l'Alfa Romeo Alfasud et à la Volkswagen Golf, extrêmement peu encombrantes, mais sa conception du taxi new-yorkais de 1976 a porté cela à de nouveaux sommets.
Avec seulement quatre mètres de long, le taxi basé sur Alfa Romeo était un mètre plus court que les taxis conventionnels de l'époque, mais alors qu'ils pouvaient accueillir deux ou éventuellement trois passagers, la conception de Giugiaro permettait d'accueillir jusqu'à cinq passagers et incorporait également une rampe rétractable pour permettre aux utilisateurs de fauteuils roulants de monter à bord.
« Le taxi new-yorkais est important car il s'agit d'un produit pour un service, et non d'une vente à des particuliers », a déclaré Giugiaro à propos du projet. « J'ai choisi d'utiliser un châssis et une mécanique Alfa Romeo (de l'Alfa Romeo F12) pour disposer d'un plancher plat, de portes coulissantes et de sièges surélevés afin de pouvoir ranger les bagages en dessous. Il était accessible aux personnes à mobilité réduite. Une idée similaire à celle du taxi londonien, revisitée dans un contexte plus fonctionnel ».
Giugiaro a entrepris des recherches exhaustives sur l'accessibilité (entrée et sortie du véhicule), en affinant le point H idéal des occupants ainsi qu'en expérimentant les dispositions des portes, la conception finale comportant des portes coulissantes de chaque côté.
Son design extérieur s'inscrivait dans la tendance anguleuse italienne de l'époque, où les volumes souples et amples des années 1960 cédaient la place à des surfaces plus plates aux intersections nettes. Aujourd'hui, il paraît relativement banal, mais à l'époque, l'idée d'un monovolume haut et court, doté d'un vitrage généreux, était totalement inconnue. Rappelons que c'était bien avant le Chrysler Voyager, le Renault Espace ou le Nissan Prairie.
Les avantages à l'intérieur étaient évidents, avec un accès aisé, beaucoup d'espace et une superbe vision à travers les vitrages ainsi qu'un toit en verre qui permettait aux passagers de contempler les célèbres gratte-ciels de la ville.
À la suite de ce projet, les recherches de Giugiaro sur l'efficacité spatiale se sont poursuivies à un rythme soutenu et ont abouti à des conceptions phares telles que la Lancia Megagamma, la Fiat Panda et la Capsula.

## Conservation
L'unique exemplaire produit, que le MoMA - Museum of Modern Art de New York aurait voulu conserver pour l'exposer aux cotés d'autres modèles italiens qui ont marqué leur époque, comme la Cisitalia 202 ou la FIAT 500, est conservé au Musée historique Alfa Romeo d'Arese, près de Milan.

## Liens extérieurs
- (it) Andrea Tartaglia, « Alfa Romeo New York Taxi, l’auto gialla di Giugiaro », Gazzeta Motori,‎ 8 avril 2020 (lire en ligne, consulté le 10 juin 2025).
- (en) New York Taxi - The Taxi Project: realistic solutions for today